# Ойген Маєр
Ойген Маєр (нім. Eugen Meier, 30 квітня 1930, Шаффгаузен — 26 березня 2002, Берн) — швейцарський футболіст, що грав на позиції півзахисника, зокрема, за клуб «Янг Бойз», а також національну збірну Швейцарії.
Чотириразовий чемпіон Швейцарії. Дворазовий володар Кубка Швейцарії. 

## Клубна кар'єра
У футболі дебютував 1946 року виступами за команду «Шаффгаузен», в якій провів п'ять сезонів. 
Своєю грою за цю команду привернув увагу представників тренерського штабу клубу «Янг Бойз», до складу якого приєднався 1951 року. Відіграв за бернську команду наступні чотирнадцять сезонів своєї ігрової кар'єри. Більшість часу, проведеного у складі «Янг Бойз», був основним гравцем команди. У складі «Янг Бойз» був одним з головних бомбардирів команди, маючи середню результативність на рівні 0,78 голу за гру першості. За цей час чотири рази виборював титул чемпіона Швейцарії, ставав володарем Кубка Швейцарії.
Завершив професійну ігрову кар'єру у клубі «Берн», за команду якого виступав протягом 1965—1967 років.

## Виступи за збірну
1953 року дебютував в офіційних матчах у складі національної збірної Швейцарії. Протягом кар'єри у національній команді провів у її формі 42 матчі, забивши 3 голи.
У складі збірної був учасником чемпіонату світу 1954 року у Швейцарії, де зіграв з Італією (2-1) і Англією (0-2).
Був присутній в заявці збірної на чемпіонаті світу 1962 року у Чилі, але на поле не виходив. 
Помер 26 березня 2002 року на 72-му році життя у місті Берн.

## Титули і досягнення
- Чемпіон Швейцарії (4):

«Янг Бойз»: 1956-1957, 1957-1958, 1958-1959, 1959-1960
- Володар Кубка Швейцарії (2):

«Янг Бойз»: 1952-1953, 1957-1958